# هكاكابو رازي
جبل هكاكابو رازي (English:Hkakabo Razi) هو أعلى قمة في بورما ويقع في شمال بورما وهو من أعلى الجبال في جنوب شرق اسياويقع على الطرف الجنوبي الشرقي من جبال الهملايا بالقرب من الحدود الثلاثية لكل من الهند والصين وبورما وتعتبر منبع انهار بورما الرئيسية.

موقع جبل هكاكابو رازي على الخريطة

## مقدمة
يوجد به منتزه جبلي وطني (Khakaborazi National Park) وتختلف النباتات كلما ارتفعنا أعلى القمة وبذلك تتنوع النباتات الموجودة من غابات عريضة الأوراق إلى غابات مطيرة وكثيفة دائمة الخضرة ثم غابات عريضة الأوراق وابرية الأوراق شبه نفضبة وغابات منطقة اأالب وهي مختلفة ليس من حيث النوع ولكن في التاريخ والمنشأ تم المنطقة الباردة والقاحلة التي تعصف بها الرياح ثم منطقة الثلوج الدائمة والأنهار الجليدية.

## المنتزه
تأسس محمية (Khakaborazi National Park) Hkakabo باعتبارها محمية طبيعية في 30 يناير 1996 وبعد ذلك حولد إلى منتزه أو حديقة وطنية في 10 نوفمبر 1998. الحديقة هي آخر معقل للتنوع البيولوجي في بورما. وهي غنية جداً بالنباتات والحيوانات، والتي تتنوع بين الأراضي المنخفضة الاستوائية إلى جبال الألب الكثير من الأنواع لا تزال تنتظر البحث المناسب. والمنتزه ما زال مركزا ممتازا لدراسة الطلاب الميدانية في علم النبات علم الحيوان والجيولوجيا والجغرافيا. وأجريت العديد من الدراسات بالتعاون بين وزارة الغابات البورمية والولايات المتحدة لدراسة الحياة البرية في المنتزة والحفاض عليها وتم عمل أول مسح الأنثروبولوجية في منطقة هكاكابو رازي. سيراً على الأقدام حتى وصلوا شمال أقصى قرية في بورما مجموعة من التبتيين
قريبا سوف يتم فتح المنطقة لعامة الناس من خلال السياحة البيئية من قبل السلطات البورمية. الحكومة هي جمع المعلومات لأغراض التنمية في هذا الصدد، وعدد من البعثات العلمية قد قبلت بالفعل في المنطقة .

## وصلات خارجية
- وزارة للسياحة البيئية - بورما
- موقع مع الصور